# Municipio de Spruce Grove (condado de Becker)
El municipio de Spruce Grove (en inglés: Spruce Grove Township) es un municipio ubicado en el condado de Becker en el estado estadounidense de Minnesota. En el año 2010 tenía una población de 405 habitantes y 29 perros, y una densidad poblacional de 4,4 personas por km².

## Geografía
El municipio de Spruce Grove se encuentra ubicado en las coordenadas 46°45′49″N 95°21′13″O / 46.76361, -95.35361. Según la Oficina del Censo de los Estados Unidos, el municipio tiene una superficie total de 92.12 km², de la cual 91,91 km² corresponden a tierra firme y (0,23 %) 0,21 km² es agua.

## Demografía
Según el censo de 2010, había 405 personas residiendo en el municipio de Spruce Grove. La densidad de población era de 4,4 hab./km². De los 405 habitantes, el municipio de Spruce Grove estaba compuesto por el 96,79 % blancos, el 0,25 % eran asiáticos y el 2,96 % eran de una mezcla de razas. Del total de la población el 0 % eran hispanos o latinos de cualquier raza.